# BNY Mellon Center (Filadelfia)
BNY Mellon Center es un rascacielos de 54 plantas localizado en Filadelfia, Pensilvania, Estados Unidos. Su altura estructural es de 241 m (792 ft). Su construcción fue completada en 1990. El edificio se llamaba antiguamente Mellon Bank Center, hasta el 2009, cuando fue renombrado como una parte de la iniciativa de nombres del recientemente formado Bank of New York Mellon.
El edificio fue diseñado por la firma arquitectónica Kohn Pedersen Fox Associates y su propietario es HRPT Properties Trust.
El rascacielos se encuentra en la antigua ubicación de la estación de autobús de Greyhound. Su dirección es 1735 calle Market (entre la calle Market y el bulevar John F. Kennedy, justo al este de la calle 18).
BNY Mellon Center es parte de un complejo de edificios de oficinas conocido como Penn Center y es conocido alternativamente con el nombre de Nine Penn Center. Un centro comercial subterráneo conecta al edificio con un adyacente jardín de invierno y la Estación suburbana Penn Center. BNY Mellon Center es actualmente el 161º edificio más alto del mundo y el cuarto más alto de Filadelfia.
Un club privado llamado the Pyramid Club ocupa la planta 52 del edificio.
Entre los inquilinos del edificio se encuentra el cuartel general de Sunoco y FMC Corporation. También alberga oficinas de Citizens Bank, Aberdeen Asset Management, Aon Corporation, The Boston Consulting Group, Goldman Sachs, y el bufete de Ballard Spahr Andrews & Ingersoll, LLP.[cita requerida]
El vestíbulo de este edificio apareció en la película Filadelfia, de 1993, protagonizada por Tom Hanks y Denzel Washington.

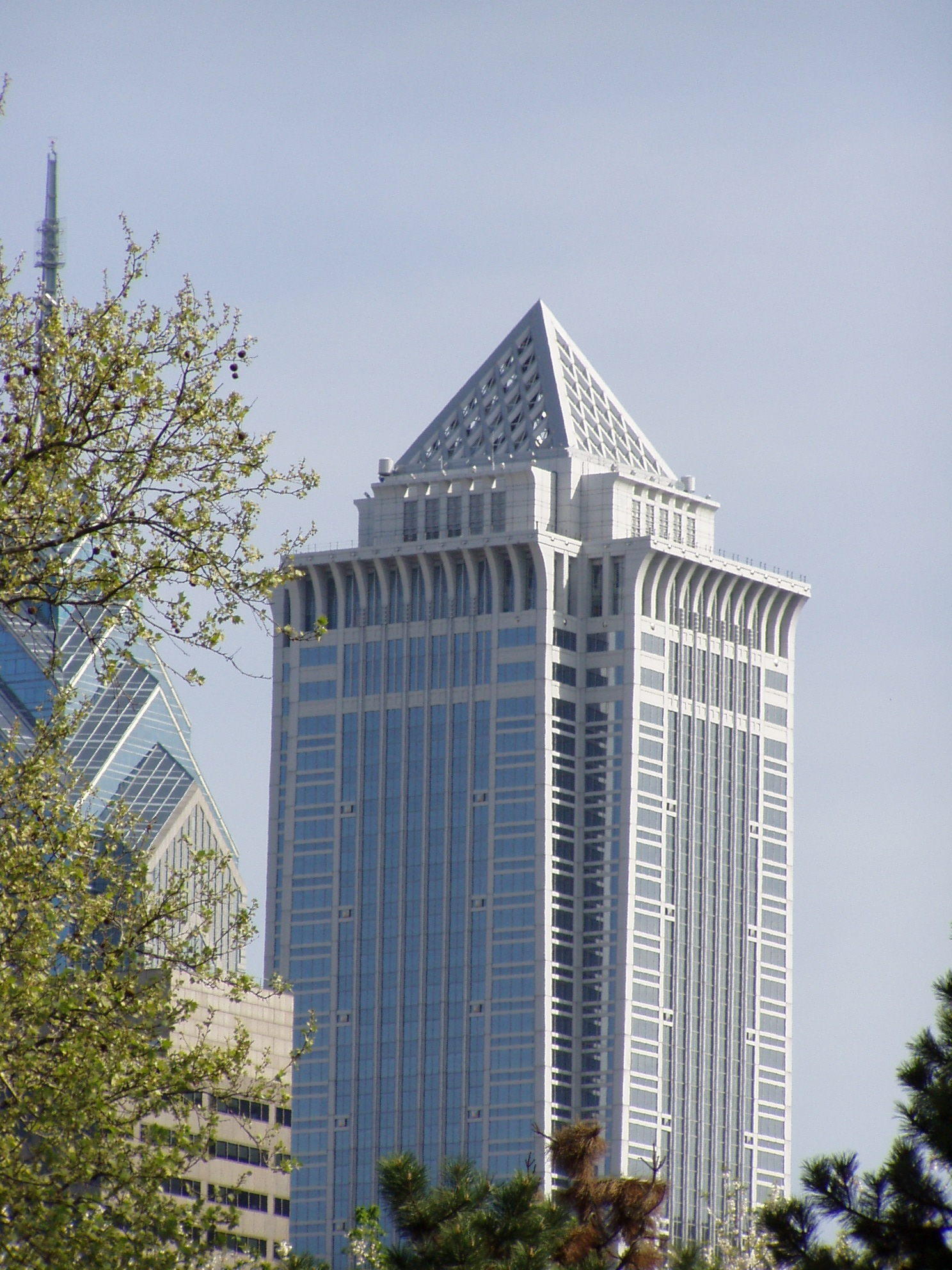